# Emily Sweeney
Emily Carolyn Sweeney, född 28 november 1993 i Portland, är en amerikansk rodelåkare.

## Karriär
Sweeney tävlade för USA vid olympiska vinterspelen 2018 i Pyeongchang, där hon inte fullföljde tävlingen i damernas singel. Vid olympiska vinterspelen 2022 i Peking slutade Sweeney på 26:e plats i damernas singel.